# Claudia Procula
Claudia Procula (latină Claudia Procula); (greacă Κλαυδια Προκυλα) este numele atribuit celei de-a doua soții a lui Pilat din Pont. Numele ei nu este menționat în Noul Testament dar este menționată ca soție o singură dată în Evanghelia după Matei 27:19. În tradiția creștină târzie este știută și ca Sfânta Procula (se scrie Proculla sau Procla), Sfânta Claudia sau Claudia Procle.

## Consemnări în literatura creștină timpurie

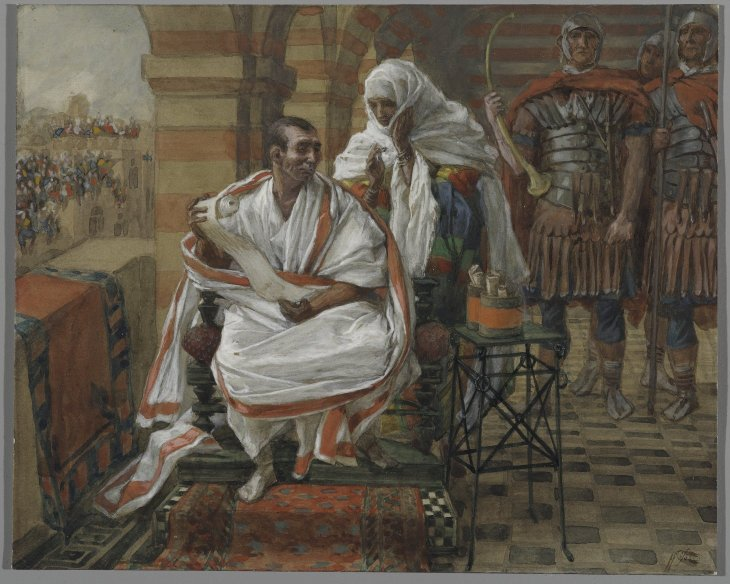
„Mesajul soției lui Pilat” (1886-94), pictură de James Tissot (Muzeul Brooklyn)